# California State Route 3
De California State Route 3, afgekort CA 3 of SR 3, is een state highway van de Amerikaanse deelstaat Californië. De weg loopt van State Route 36 in Trinity County in noordnoordoostelijke richting tot Montague in het midden van Siskiyou County. 
1 · 
2 · 
3 · 
4 · 
7 · 
9 · 
11 · 
12 · 
13 · 
14 · 
15 · 
16 · 
17 · 
18 · 
19 · 
20 · 
22 · 
23 · 
24 · 
25 · 
26 · 
27 · 
28 · 
29 · 
32 · 
33 · 
34 · 
35 · 
36 · 
37 · 
38 · 
39 · 
41 · 
43 · 
44 · 
45 · 
46 · 
47 · 
49 · 
51 · 
52 · 
53 · 
54 · 
55 · 
56 · 
57 · 
58 · 
59 · 
60 · 
61 · 
62 · 
63 · 
65 · 
66 · 
67 · 
68 · 
70 · 
71 · 
72 · 
73 · 
74 · 
75 · 
76 · 
77 · 
78 · 
79 · 
82 · 
83 · 
84 · 
85 · 
86 · 
87 · 
88 · 
89 · 
90 · 
91 · 
92 · 
94 · 
96 · 
98 · 
99 · 
103 · 
104 · 
107 · 
108 · 
109 · 
110 · 
111 · 
112 · 
113 · 
114 · 
115 · 
116 · 
118 · 
119 · 
120 · 
121 · 
123 · 
124 · 
125 · 
126 · 
127 · 
128 · 
129 · 
130 · 
131 · 
132 · 
133 · 
134 · 
135 · 
136 · 
137 · 
138 · 
139 · 
140 · 
142 · 
144 · 
145 · 
146 · 
147 · 
149 · 
150 · 
151 · 
152 · 
153 · 
154 · 
155 · 
156 · 
158 · 
160 · 
161 · 
162 · 
164 · 
165 · 
166 · 
167 · 
168 · 
169 · 
170 · 
172 · 
173 · 
174 · 
175 · 
177 · 
178 · 
180 · 
182 · 
183 · 
184 · 
185 · 
186 · 
187 · 
188 · 
189 · 
190 · 
191 · 
192 · 
193 · 
197 · 
198 · 
200 · 
201 · 
202 · 
203 · 
204 · 
207 · 
210 · 
211 · 
213 · 
216 · 
217 · 
218 · 
219 · 
220 · 
221 · 
222 · 
223 · 
227 · 
229 · 
232 · 
233 · 
236 · 
237 · 
238 · 
241 · 
242 · 
243 · 
244 · 
245 · 
246 · 
247 · 
253 · 
254 · 
255 · 
259 · 
260 · 
261 · 
262 · 
263 · 
265 · 
266 · 
267 · 
269 · 
270 · 
271 · 
273 · 
275 · 
281 · 
282 · 
283 · 
284 · 
299 · 
330 · 
371 · 
710 · 
905